# 山梨運輸支局

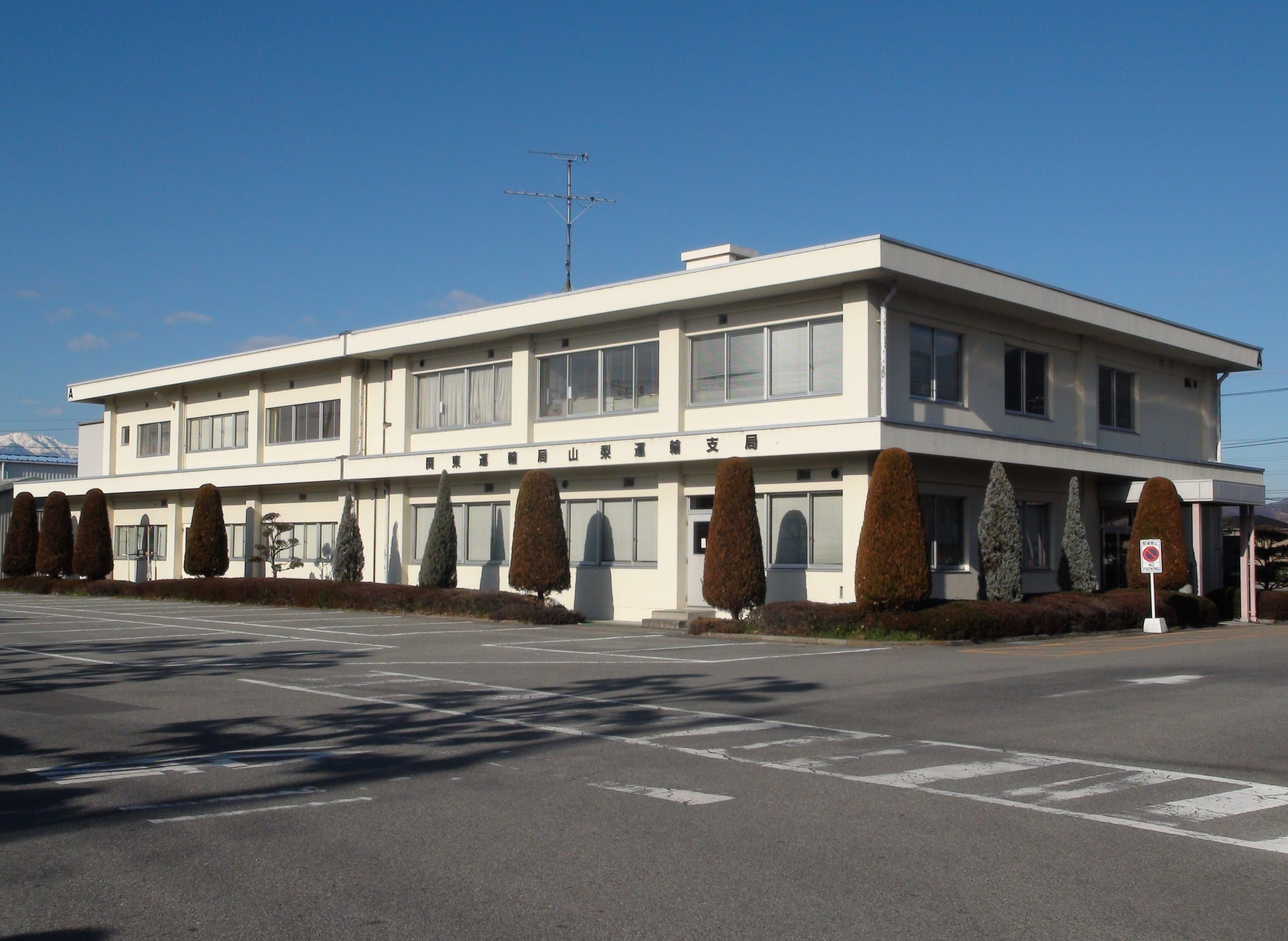
山梨運輸支局庁舎

山梨運輸支局（やまなしうんゆしきょく）は国土交通省の地方支分部局である運輸支局のひとつ。関東運輸局管内。
山梨県が海に面していないこともあり、海事部門が存在しない（陸運部門のみ扱い）。

## 所在地
- 山梨県笛吹市石和町唐柏1000-9
  - 中央本線（JR東日本）石和温泉駅から徒歩45分ほど

本庁舎の他、富士吉田市に出張検査場がある。

## 管轄区域
山梨県全域。ここで交付されるナンバープレートは「山梨」ナンバーとご当地ナンバーの「富士山 」ナンバーになる。「富士山」は2008年11月4日より富士吉田市・南都留郡（富士河口湖町・西桂町・忍野村・山中湖村・鳴沢村・道志村）を対象に交付開始。中部運輸局静岡運輸支局沼津自動車検査登録事務所管内の4市2町との共同で、運輸局並びに運輸支局を跨って同一のご当地ナンバーが交付されるのは初めて。